# Joseph Servella
Joseph Eugène Servella (ur. 23 kwietnia 1896 w Castagniers, zm. 25 stycznia 1980 tamże) – francuski lekkoatleta, długodystansowiec, olimpijczyk z 1920.
Wziął udział w biegu przełajowym na igrzyskach olimpijskich w 1920 w Antwerpii, w którym zajął 21. miejsce indywidualnie oraz 5. miejsce w drużynie.
Wystąpił w międzynarodowych mistrzostwach w biegach przełajowych w 1920 w Belfaście, gdzie zajął 30. miejsce indywidualnie i 4. miejsce w drużynie.
Był brązowym medalistą mistrzostw Francji w biegu na 10 000 metrów w 1920.
Rekordy życiowe Servelli:
- bieg na 1500 metrów – 4:42,0, 1922
- bieg na 5000 metrów – 15:51,0, 1921
- bieg na 10 000 metrów – 35:14,8, 1920